# Местре Бімба
Местре Бімба (справжнє ім'я — Мануель душ Рейш Машаду 23 листопада, 1900, Сальвадор, Бразилія — 15 лютого, 1974) — видатний майстер афро-бразильського бойового мистецтва.

## Дитинство
Син Луїша Кандідо Манчадо і Марії Мартіня до Бонфім, Мануель народився у місті Сальвадорі, Бразилія.
Він отримав своє прізвисько (Бімба) у результаті суперечки між його матір'ю і повитухою, що приймала пологи; мати була впевнена, що народиться дівчинка, тому повитуха, побачивши що народився хлопчик, вигукнула: «Це хлопчик, поглянь на його „бімба“».
Бімба почав вивчати капоейру у віці 12 років, хоча, капоейра в ті часи все ще знаходилася під забороною в Бразилії, згідно з прийнятою у 1892 році першою Конституцією Бразилії. Пізніше він стане відомим, як один з легендарних засновників сучасної капоейри. Іншим легендарним засновником стане Пастінья, що створив кардинально інший напрямок капоейри — Капоейра Ангола.

## Народження стилю Режіонал

### Причини появи нового стилю
Приблизно у віці 18 років Бімба почав розуміти, що Капоейра втрачає свою ефективність, як бойове мистецтво, інструмент протидії, приймаючи все більше форму фольклорного мистецтва, що спрощено до дев'яти основних рухів. Саме тоді Бімба почав відновлювати рухи боїв капоейри, доповнюючи їх рухами з іншого африканського бойового мистецтва Батуке (порт. batuque) — контактний вид бойового мистецтва, якому він навчився у свого батька. Це поклало початок розвитку Капоейри Режіонал.

### Легалізація капоейри в Бразилії
У 1928 році почався новий етап в історії розвитку капоейри, одночасно змінюючи ставлення до темношкірих людей (людям африканського проходження, чиї предки були привезені в Бразилію як раби) в бразильському суспільстві. Після показового виступу в палаці губернатора Баїї, майстер Бімба нарешті переконав владу офіційно дозволити капоейру, довівши її високу культурну цінність для суспільства.
Бімба створив першу школу капоейри у 1932 році, Academia-escola de Cultura Regional, у Сальвадорі, Баїя. До того часу капоейра була виключно вуличним бойовим мистецтвом. Проте, елітне населення продовжувало упереджено ставитися до капоейри, вважаючи її спортом для бідних. Щоби звільнити бойове мистецтво від пов'язаної з ним поганої репутації, Бімба встановив нові стандарти капоейри.
В його школі могли займатися тільки люди що мали роботу (довідка з місця роботи була обов'язкова), тобто, на той час, тільки заможні люди. Його учні мали обов'язково вдягати чисту білу форму, в його школі вводяться стандарти для рівнів майстерності, які необхідно періодично підтверджувати тощо. У результаті запровадження цих стандартів його школу починають відвідувати доктори, адвокати, політики, а також жінки, яким до того був заборонений вступ до школи.

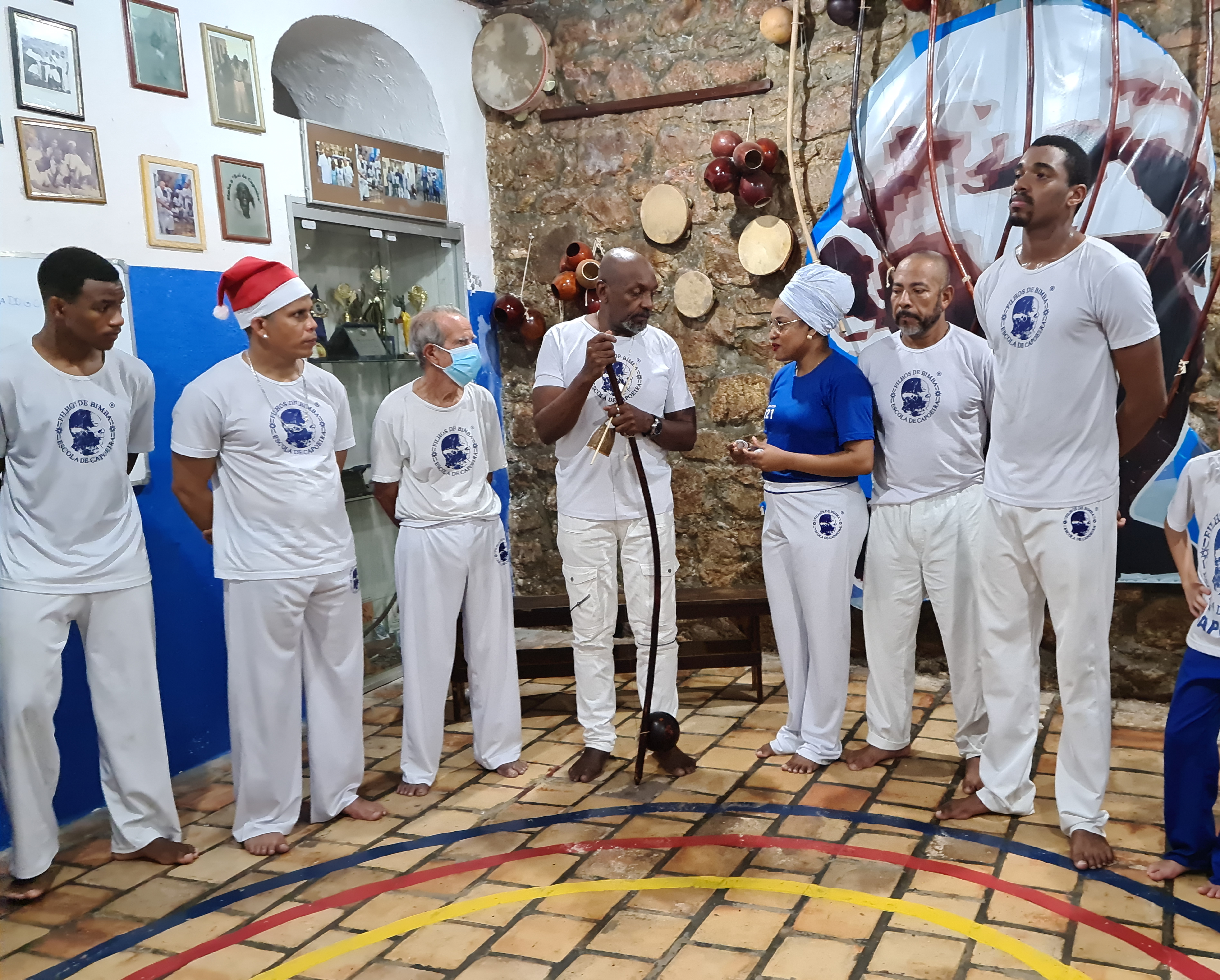
Група Местре Бімби у 2022 році

## Розвиток Капоейри Режіонал
У 1936 році Бімба викликає бійців будь-яких бойових мистецтв на поєдинок. В результаті цього він проводить чотири поєдинки з найвідомішими бійцями Бразилії і перемагає в кожному з них.
У 1937 Бімбу запрошують продемонструвати стиль капоейри президенту Жетуліо Варгасу, у результаті чого майстер Бімба отримує сертифікат Міністерства Освіти Бразилії.
У 1942 році Бімба відкриває свою другу школу, що існує і в наші дні під керуванням одного з його учнів.

## Доробок Бімби
Майстер Бімба був шахтарем, теслею, вантажником, але в першу чергу він завжди був капоєристом. Будучи незадоволеним марними обіцянками і відсутністю підтримки з боку влади штату Баїя, в 1973 році він переїжджає в Гоянію за запрошенням одного з колишніх учнів. Рік по тому, а точніше 15 лютого, 1974 він помирає від серцевого нападу.
Бімба зміг відновити бойові цінності капоейри, які існували серед темношкірих рабів декілька століть до нього. Для майстра Бімби капоейра була мистецтвом, в якому потрібно абсолютно завжди уникати змагання, оскільки капоейра — це передусім мистецтво співпраці, в якому сильніший боєць завжди відповідає за слабшого, допомагаючи йому розвивати навички бою.
Майстер Бімба все життя боровся за те, що, на його думку, найбільш відповідало капоейрі. Після його смерті один з його синів, майстер Ненел (порт. mestre Nenel), у віці 14 років прийняв керування школою капоейри. Зараз він є президентом Filhos de Bimba (Дослівний переклад — Діти Бімби).

### Правила Академії Бімби
Бімба був абсолютно упевнений у видатному значенні капоейри, як мистецтва самооборони. Саме з цього факту походить його бажання розвивати викладання на основі структурованих систематичних вправ.
Бімба створив метод викладання капоейри на основі правил, принципів і традицій, які до сих пір є частиною стилю капоейри Режіонал. Деякими з його правил є:

- Не пити і не палити, оскільки це впливає на результати капоейриста;
- Уникати демонстрації власного розвитку як капоейриста за межами школи (важливий ефект раптовості);
- Уникати розмов під час тренувань, замість того потрібно спостерігати і вчитися;
- Щоденно практикувати базові навички;
- Не боятися підходити близько до свого противника — чим ближче ти підійдеш, тим більшому ти навчишся;
- Будь розслабленим;
- Краще бути переможеним в роді, ніж на вулиці;

## Зноски
1. ↑  Бібліотека Конгресу — Library of Congress.
2. ↑  «Бімба» — на португальській жаргонній мові в Бразилії означає чоловічий статевий орган в хлопчиків
3. ↑  Більш докладно капоейра того періоду описана у книзі Жоржі Амаду «Крамниця чудес»
4. ↑  Filhos de Bimba [Архівовано 15 червня 2021 у Wayback Machine.] — офіційний сайт школи майстра Ненела